# Don’t Stop ’Til You Get Enough
Don’t Stop ’Til You Get Enough ist ein Lied, das im Juli 1979 von Michael Jackson als Single erschien und im August des gleichen Jahres auf dem Album Off the Wall bei Epic Records veröffentlicht wurde.
Das Lied wurde Michael Jacksons zweiter Nummer-eins-Hit seiner Solokarriere in den Vereinigten Staaten und bereits kurz nach der Veröffentlichung mit einer Goldenen Schallplatte ausgezeichnet. Mit diesem Song gewann er den ersten Grammy für die Beste männliche R&B-Gesangsdarbietung und American Music Award seiner Solo-Karriere. Das Lied zeigte nach Ansicht der Kritik Jacksons Talent als Sänger und Songschreiber.

## Hintergrund und Produktion
Für das Album Off the Wall konnte Jackson den Produzenten Quincy Jones gewinnen, den er durch den Film The Wiz – Das zauberhafte Land 1978 kennengelernt hatte. Die Stücke für das Album wurden im Haus der Familie Jackson einstudiert. Obwohl die Mutter Katherine Jackson, eine strenggläubige Zeugin Jehovas, den Text sexuell anzüglich fand, entschieden Jones und Jackson, das Lied auf dem Album zu veröffentlichen.
Don’t Stop ’Til You Get Enough wurde als erste Single nach Jacksons Weggang von Motown Records im Juli 1979 bei Epic veröffentlicht. Auf der Aufnahme waren zum ersten Mal Jacksons Falsett-Stimme und seine stimmlichen Kiekser zu hören, die in den nachfolgenden Jahren sein Markenzeichen wurden.
Das Lied erreichte nach drei Monaten Gold-Status und wurde ein Nummer-eins-Hit in
den Hot 100 und Hot Soul Singles Charts der Vereinigten Staaten. Das Lied wurde weltweit ein Erfolg und erreichte in Australien, Neuseeland, Norwegen und Südafrika Platz eins, in Großbritannien Platz 3. Jackson gewann den Grammy für die beste männliche Darbietung im Bereich R&B. Aufgrund der erreichten Verkaufszahlen wurde das Lied 1989 mit einer Platin-Schallplatte ausgezeichnet. Im Jahr 2006 erreichte Don’t Stop ’Til You Get Enough nach einer Neuveröffentlichung Platz 17 in Großbritannien.
Stephen Holden vom Rolling Stone zählt das Lied zu „einer Handvoll Disco-Stücke aus jüngerer Zeit, die sowohl als Tanz-Stück als auch als fantastisches Hörerlebnis funktionieren, vergleichbar mit Boogie Wonderland von Earth, Wind und Fire“.
William Ruhlmann vom The All-Music Guide to Rock lobte Don’t Stop ’Til You Get Enough als einen „unwiderstehlichen Dance-Track“. John Lewis, der Autor von 1001 Albums You Must Hear Before You Die, nannte das Stück ein „zappeliges, frenetisches Eröffnungstück“ und Kernstück des Albums Off the Wall. Auch Jacksons Biographen lobten das Lied. J. Randy Taraborrelli beschreibt das Stück als „sexy und verspielt, wie man es bis dahin von Jackson noch nicht gehört hatte“. Nelson George behauptete, dass Jacksons Größe mit den Arrangements auf Don’t Stop ’Til You Get Enough begann.

## Musikvideo
Das Video zu Don’t Stop 'Til You Get Enough, Jacksons erstes Solo-Video, wurde von Nick Saxton als Regisseur und Produzent gedreht und hatte im Oktober 1979 Premiere. Darin ist ein lächelnder Jackson über einem Hintergrund von Disco-Lichtern zu sehen, der im Smoking singt.

## Kommerzieller Erfolg

### Chartplatzierungen
| ChartsChartplatzierungen           | Höchstplatzierung | Wochen |
| ---------------------------------- | ----------------- | ------ |
| Deutschland (GfK)                  | 13 (28 Wo.)       | 28     |
| Österreich (Ö3)                    | 11 (9 Wo.)        | 9      |
| Schweiz (IFPI)                     | 4 (11 Wo.)        | 11     |
| Vereinigte Staaten (Billboard)     | 1 (21 Wo.)        | 21     |
| Vereinigte Staaten (Billboard R&B) | 1 (20 Wo.)        | 20     |
| Vereinigtes Königreich (OCC)       | 3 (19 Wo.)        | 19     |

| ChartsJahrescharts (1979)      | Platzierung |
| ------------------------------ | ----------- |
| Vereinigte Staaten (Billboard) | 91          |

### Auszeichnungen für Musikverkäufe
| Land/Region                  | Auszeichnungen für Musikverkäufe (Land/Region, Auszeichnung, Verkäufe) | Verkäufe  |
| ---------------------------- | ---------------------------------------------------------------------- | --------- |
| Australien (ARIA)            | Gold                                                                   | 35.000    |
| Dänemark (IFPI)              | Platin                                                                 | 90.000    |
| Italien (FIMI)               | Gold                                                                   | 35.000    |
| Kanada (MC)                  | 3× Platin                                                              | 240.000   |
| Neuseeland (RMNZ)            | 2× Platin                                                              | 60.000    |
| Spanien (Promusicae)         | Gold                                                                   | 30.000    |
| Vereinigte Staaten (RIAA)    | Platin (Physisch) · + 5× Platin (Digital)                              | 6.000.000 |
| Vereinigtes Königreich (BPI) | Platin                                                                 | 600.000   |
| Insgesamt                    | 3× Gold · 13× Platin ·                                                 | 7.090.000 |

Hauptartikel: Michael Jackson/Auszeichnungen für Musikverkäufe

## Verwendung
Im Film Rush Hour 2 singt Chris Tucker eine Karaoke-Version des Lieds. Ursprünglich wollten Jackson und Tucker eine neue Version des Stückes aufnehmen, später wurde entschieden, dass Tucker eine eigene Version aufnimmt. Tucker, ein Fan und Freund von Jackson, trat später in Jacksons Musikvideo You Rock My World auf.

## Mitwirkende
- Michael Jackson – Text, Gesang, Perkussion, Arrangements
- Quincy Jones – Produktion
- Louis Johnson – Bass
- John Robinson – Schlagzeug
- Greg Phillinganes – Piano, Fender Rhodes, Clavinet, Synthesizer
- David Williams und Marlo Henderson – Gitarre
- Randy Jackson und Paulinho da Costa – Perkussion
- The Seawind Horns (Jerry Hey, Larry Williams, Kim Hutchcroft, William Reichenbach, Gary Grant) – Blasinstrumente
- Greg Phillinganes – Rhythmus-Arrangements
- Ben Wright – Arrangements der Streichinstrumente
- Gerald Vinci – Konzertmeister
- Jim Gilstrap, Augie Johnson, Mortonette Jenkins, Paulette McWilliams und Zedric Williams – Backgroundgesang
- without credit: Sheila E. - Percussion